# Osasco (Italia)
Osasco (Osasch in piemontese) è un comune italiano di 1 159 abitanti della città metropolitana di Torino in Piemonte.

## Storia

### Simboli
Lo stemma e il gonfalone sono stati concessi con decreto del presidente della Repubblica dell'8 luglio 2021.
Stemma
Gonfalone

## Monumenti e luoghi d'interesse
- Castello dei Conti Cacherano (famiglia) possente fortezza tardo-medievale, eretta nella seconda metà del 1300 per volere dei principi di Savoia-Acaia

## Società

### Evoluzione demografica
Abitanti censiti

## Infrastrutture e trasporti
Tra il 1882 e il 1935 il comune fu servito dalla tranvia Saluzzo-Pinerolo.

## Amministrazione
Di seguito è presentata una tabella relativa alle amministrazioni che si sono succedute in questo comune.
| Periodo         | Periodo        | Primo cittadino         | Partito                 | Carica  | Note  |
| --------------- | -------------- | ----------------------- | ----------------------- | ------- | ----- |
| 5 novembre 1985 | 6 giugno 1990  | Guido Geuna             | -                       | Sindaco | [ 8 ] |
| 6 giugno 1990   | 24 aprile 1995 | Guido Geuna             | Democrazia Cristiana    | Sindaco | [ 8 ] |
| 24 aprile 1995  | 14 giugno 1999 | Guido Geuna             | centro                  | Sindaco | [ 8 ] |
| 14 giugno 1999  | 14 giugno 2004 | Guido Geuna             | centro                  | Sindaco | [ 8 ] |
| 14 giugno 2004  | 8 giugno 2009  | Silvano Bianco          | lista civica            | Sindaco | [ 8 ] |
| 8 giugno 2009   | 26 maggio 2014 | Adriano Giovanni Miglio | lista civica            | Sindaco | [ 8 ] |
| 26 maggio 2014  | 27 maggio 2019 | Adriano Giovanni Miglio | lista civica Per Osasco | Sindaco | [ 8 ] |
| 27 maggio 2019  | in carica      | Adriano Giovanni Miglio | lista civica Per Osasco | Sindaco | [ 8 ] |

### Gemellaggi
- Osasco